# Arthur Mensch
Arthur Mensch, född 17 juli 1992 i Sèvres i Frankrike , är en fransk ingenjör och entreprenör. Han är vd och medgrundare av Mistral AI. 
Arthur Mench studerade matematik vid École polytechnique i Paris i Frankrike med en kandidatexamen och tillämpad matematik vid École normale supérieure Paris-Saclay med en magisterexamen. Under studietiden gjorde han forskarpraktik vid McGill University i Montreal i Kanada samt praktik på företaget Option i Chile. Han tog därefter en doktorsexamen om maskininlärning för funktionell hjärnavbildning efter studier 2015-2018 vid Institut national de recherche en informatique et en automatique (INRIA). Där genomförde han också postdoc-arbete under två år. 
Åren 2020–2023 arbetade Arthur Mensch på det av Google ägda Deepminds AI-laboratorium i Paris med modellering av stora språkmodeller (LLM).
Han grundade därefter 2023 Mistral AI tillsammans med tidigare Meta Platforms-medarbetarna Timothée Lacroix och Guillaume Lample.